# Mount Balinhard
Mount Balinhard är ett berg i Kanada.   Det ligger i provinsen Alberta, i den centrala delen av landet, 3 100 km väster om huvudstaden Ottawa. Toppen på Mount Balinhard är 2 403 meter över havet.
Terrängen runt Mount Balinhard är bergig åt nordväst, men åt sydost är den kuperad. Trakten runt Mount Balinhard är nära nog obefolkad, med mindre än två invånare per kvadratkilometer.. Det finns inga samhällen i närheten. 
Trakten runt Mount Balinhard består i huvudsak av gräsmarker.